# ويليام ديفيدسون (سياسي أمريكي، مواليد 1778)
ويليام ديفيدسون (بالإنجليزية: William Davidson)‏ هو سياسي أمريكي، ولد في 12 سبتمبر 1778 في تشارلستون في الولايات المتحدة، وتوفي في 16 سبتمبر 1857 في تشارلوت في الولايات المتحدة. انتخب عضو مجلس النواب الأمريكي.